# Ramapitek
Ramapitekus (lat. Ramapithecus) je nehominidni primat koji je danas svrstan u rod sivapitekusa (Sivapithecus), ime je dobio po indijskom bogu Rami, jer je nađen u predhimalajskom prostoru. U tom predelu pliocenski slojevi imali su značajan fundus fosilnih ostataka.
Ostaci zuba su uputili na formu hominida (zubi premolari).
- Incisi –
- Kanin, očnjak –
- Premolar –
- Molar –

Molari su mu bili sa karakteristikama hominida.
Godine 1932. imenovan je rod ramapitekus prebriostris (Ramapithecus prebriostris), 1937. okvirno je svrstan u hominide.
Ostaci ramapiteka nađeni su u Keniji, Mađarskoj, Grčkoj, Turskoj, Pakistanu, Kini.
Datuju se u period od 15/10 mil god do 8/7 miliona godina unazad.
Oblast rasprostiranja je ceo stari svet (Evropa, Azija, Afrika).

## Karakteristike
- Visina (poredi se sa recentnim šimpanzom) 100-120cm.
- Zapremina mozga je 400 cm³.
- Ima molare humanog tipa i njegova vilica, tačnije zubni niz, napusta divergirajucu V formu i ide prema humanoj formi. Očnjaci se približavaju humanoj formi, a vremenom se očnjak izjednačava sa ostalim zubima.
- Postkranijalni skelet nije poznat u potpunosti, imao je mogućnost uspravnog držanja tela, ali se nije kretao na dve noge.

Luis Liki je pronašao oblutke u istočnoj Africi, za koje se ne može sa sigurnošcu tvrditi kako su korišćeni.

## Spoljašnje veze
- www.encyclopedia.com
- Encyclopedia Britannica - the Online Encyclopedia
- http://archaeology.about.com Архивирано на веб-сајту  (4. децембар 2007)